# Palmetta

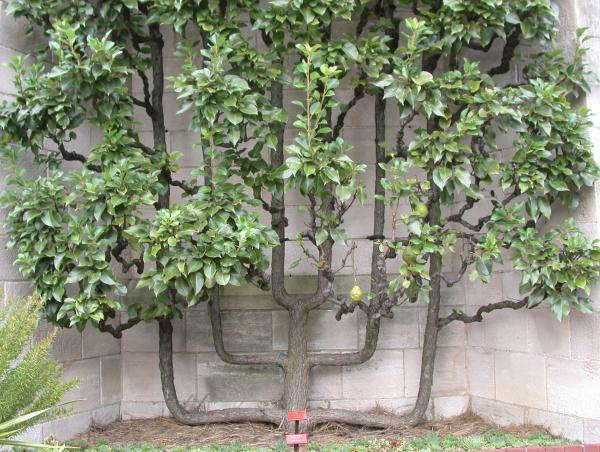
Pero allevato a palmetta Verrier. Questo sistema è oggi relegato al giardinaggio

La palmetta è una forma di allevamento in parete adottata nell'arboricoltura da frutto. 

## Caratteristiche generali
La palmetta è la tradizionale forma di controspalliera concepita come alternativa alle tradizionali forme in volume (vaso e piramide) allo scopo di ridurre il sesto d'impianto, migliorare le condizioni per la meccanizzazione, agevolare le operazioni colturali ad alto assorbimento di lavoro, quali la potatura e la raccolta. Ideata da molti decenni, parallelamente all'evoluzione della frutticoltura moderna ha subito diverse modifiche concettuali fondate in generale su una razionalizzazione dei criteri di potatura di allevamento, con due finalità economiche principali: l'abbreviazione dei tempi di entrata in produzione e la semplificazione della geometria per ridurre l'onere della potatura.
Le varie forme di palmetta presentano in comune lo sviluppo prevalente della chioma in larghezza e, entro certi limiti, in altezza, mentre è piuttosto contenuto lo sviluppo in profondità. Le palmette originarie, rigidamente appiattite, sono state in seguito sostituite da chiome leggermente più espanse in profondità per il passaggio dalle vecchie forme geometriche obbligate a quelle più o meno libere. L'adozione di distanze d'impianto strette lungo la fila fa in modo che le varie piante formino una parete continua, più o meno appiattita, alta in genere dai 2,5 ai 3,5 metri, con branche primarie che s'inseriscono sul fusto a partire da pochi decimetri dal suolo. 
Lo sviluppo della vegetazione su un piano verticale rende necessario il ricorso ad un sistema di sostegno formato da pali e fili. Anche in questo caso nel tempo si è semplificata la struttura per ridurre i costi.
Adottata in principio per le rosacee da frutto (in particolare per il melo e per il pesco) si è in seguito estesa anche ad altre colture arboree, come ad esempio il kaki e l'olivo, per quanto non sempre l'adozione ha riscontrato particolare successo. Attualmente la palmetta ha subito un forte ridimensionamento soprattutto nei moderni impianti di melo e pesco a favore di sistemi di allevamento in parete che migliorano ulteriormente la gestione tecnica ed economica del frutteto.
Facendo riferimento all'evoluzione storica della palmetta, si possono distinguere tre raggruppamenti concettuali:
1. Forme obbligate
2. Forme intermedie
3. Forme moderne

## Forme obbligate

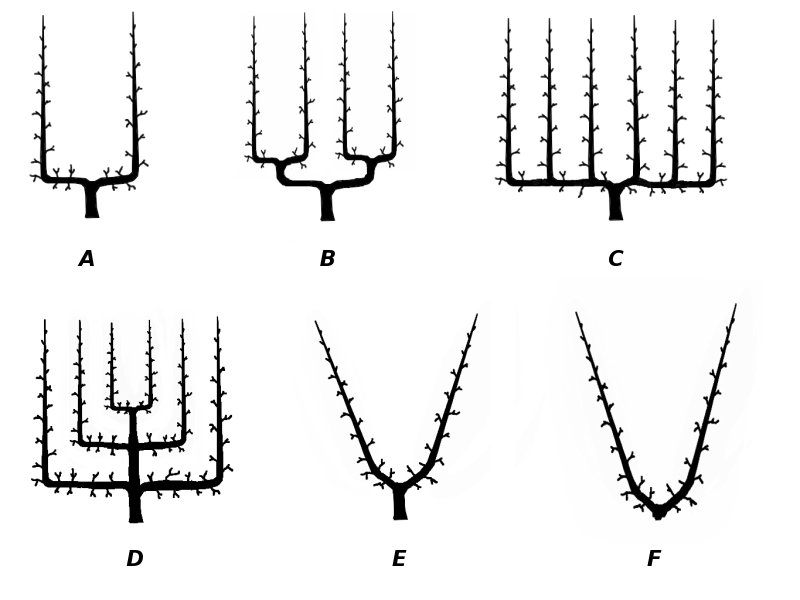
Forme obbligate di palmetta
A: a U
B: a doppio u
C: a candelabro
D: Verrier
E: a Y
F: a V

Si tratta di vecchi sistemi d'interesse storico, la maggior parte ideati dai francesi nell'Ottocento. Sono abbandonati da molti decenni in quanto obsoleti e incompatibili con l'indirizzo di semplificare le operazioni e ridurre i tempi di entrata in produzione. 
Le diverse varianti avevano in comune una geometria rigorosa dell'impalcatura che da un lato richiedeva laboriosi interventi sia nella potatura di allevamento sia in quella di produzione, da un altro sistemi di sostegno oggi improponibili. Il sostegno, necessario per impostare l'orientamento delle branche, si assicurava appoggiando la parete ad un muro (sistemi a spalliera) oppure con un'armatura di sostegno complessa realizzata con pali e fili (sistemi a controspalliera).
Fra le forme più comuni si citano le seguenti:
- Palmetta a U. Lo scheletro era composto da un breve tronco che si divideva in due branche primarie opposte, orizzontali nel primo tratto e poi verticali. Le branche erano uniformemente rivestite da branchette fruttifere.
- Palmetta a doppia U. Derivata dalla precedente, differiva perché ogni branca primaria si divideva in due branche secondarie con una struttura a U.
- Palmetta a candelabro. Lo scheletro era composto da un breve tronco che si divideva in due branche primarie orizzontali ed opposte, sulle quali s'inserivano a intervalli uguali più branche secondarie verticali.
- Palmetta Verrier. Lo scheletro era costituito da un asse centrale che formava 2 o più palchi sovrapposti con struttura a U.
- Palmetta a Y. Lo scheletro era costituito da un breve tronco che si divideva in due branche primarie opposte e oblique rispetto all'orizzontale.
- Palmetta a V. Simile alla precedente, differiva per l'assenza del tronco, perciò le due branche partivano direttamente dalla base.

## Forme intermedie
Le forme intermedie si sono evolute parallelamente alla frutticoltura intensiva e specializzata semplificando concettualmente le vecchie forme obbligate. In Italia erano largamente diffuse nei frutteti intensivi nel secondo dopoguerra fino agli anni '80, costituendo anche un elemento paesaggistico determinante in zone ad alta vocazione frutticola nel Triveneto e in Emilia-Romagna nella coltivazione del melo, del pero e del pesco.
Le forme intermedie s'identificano nella palmetta regolare, nella quale il criterio geometrico resta l'elemento determinante nella costruzione dello scheletro in fase di allevamento. L'armatura di pali e fili di sostegno è andata semplificandosi secondo la tipologia.
La caratteristica comune è la costituzione di una parete verticale fortemente appiattita, costituita da 3-5 palchi sovrapposti di branche inclinate o orizzontali, posizionate più o meno simmetricamente nella direzione del filare. La struttura si realizza costruendo un palco ogni anno e selezionando fin dall'inizio le branche primarie. La potatura di allevamento richiede pertanto interventi laboriosi finalizzati a orientare correttamente le branche primarie, permettere il prolungamento della freccia, rimuovere i succhioni che si sviluppano alla base delle branche, ingentilire le branchette di rivestimento. Tali interventi devono essere eseguiti sia con la potatura invernale, sia con la potatura estiva, in questo caso rimuovendo i rami anticipati. 
Le palmette regolari sono riconducibili a due tipi.

### Palmetta regolare a branche orizzontali

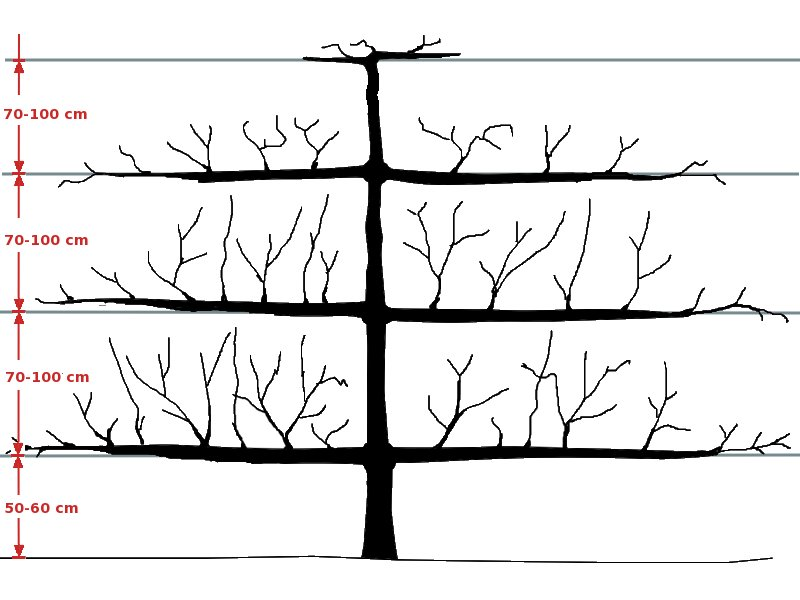
Palmetta regolare a branche orizzontali

È una forma obbligata a tutti gli effetti, usata per il melo e per il pero fino a pochi decenni fa. È scomparsa dai nuovi impianti a partire dagli anni '70. 
La struttura consiste in un asse centrale sul quale sono inserite a intervalli regolari più coppie sovrapposte di branche primarie posizionate orizzontalmente in direzione del filare. La posizione delle branche è assicurata dall'armatura di sostegno. Le branche primarie sono rivestite direttamente dalle branchette fruttifere, periodicamente rinnovate, oppure da branche secondarie brevi sulle quali s'inseriscono le branchette fruttifere. La freccia è del tutto assente o sostituita da una breve formazione terminale ripiegata per contenerne la vigoria. Il fusto è alto 50-60 cm, mentre la distanza fra i palchi varia dai 70 ai 100 cm secondo la vigoria della cultivar e del portinnesto.
La struttura si imposta nella potatura di allevamento costruendo un palco all'anno a partire dall'anno d'impianto. Ogni anno si selezionano i tre germogli che devono costituire rispettivamente il prolungamento dell'asse caulinare e le due branche primarie, naturalmente fra quelli inseriti in prossimità del punto in cui dovrebbe posizionarsi il palco. Gli altri germogli vanno ripiegati in modo da deprimerne il vigore e non entrare in competizione con quelli selezionati. Nella potatura invernale si procede poi a piegare le due branche primarie in posizione orizzontale fissandole all'armatura di sostegno.
Oltre ad essere laboriosa e rigida nei vincoli in fase di allevamento, questa palmetta aveva il difetto di richiedere sistematici interventi di correzione per mantenere la forma e l'equilibrio fra i palchi. In particolare era necessaria - nella potatura verde - la continua rimozione dei succhioni che tendono a ricacciare facilmente nella parte prossimale delle branche primarie a causa della loro posizione orizzontale.

### Palmetta regolare a branche oblique
È una forma obbligata ma più adatta ad assecondare il portamento naturale delle piante e ha progressivamente sostituito il tipo precedente diffondendosi nei nuovi impianti negli anni 60-70, sia per le pomacee (melo, pero) sia per le drupacee (pesco). La sua importanza è andata in ogni modo in disuso perché il criterio di base rendeva ancora onerosa la potatura d'allevamento e il mantenimento della forma nella potatura di produzione.
La struttura consiste in un asse centrale sul quale sono disposti a intervalli regolari 3-4 palchi di branche primarie inclinate di circa 45° rispetto alla verticale. L'inclinazione è più accentuata nelle branche superiori per contenere la loro vigoria data la migliore posizione rispetto a quelle inferiori. In ogni palco le branche sono inserite ad altezze sfasate di 15-20 cm per evitare squilibri nello sviluppo della freccia. Pur mantenendo i criteri di base, la geometria mostra leggere differenze secondo il comportamento vegetazionale della specie e la vigoria del portinnesto.

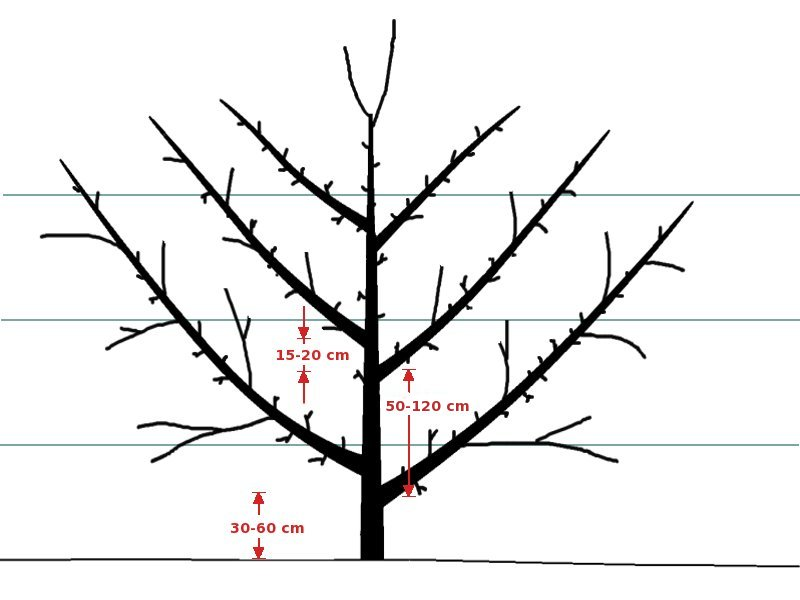
Palmetta regolare a branche oblique (melo e pero)

#### Melo
Usando il franco come portinnesto, si costituisce una palmetta a 3 palchi, il primo palco si posiziona a 60-80 cm dal suolo, gli altri palchi a 100-120 cm l'uno dall'altro. Le branchette fruttifere sono inserite direttamente sulle branche secondarie oppure su brevi speroni. 

#### Pero
Il primo palco si posiziona a circa 30 cm dal suolo con portinnesto debole (Cotogno), a 50-60 cm con portinnesto vigoroso (franco). Le distanze fra due palchi adiacenti variano da un minimo di 50 cm (pero su cotogno) ad un massimo di 100 cm (pero su franco). Le branchette fruttifere sono inserite direttamente sulle branche primarie o su brevi speroni. Il numero di palchi dipende dalla vigoria: su portinnesto vigoroso si alleva una palmetta a 3 palchi, raramente 4, mentre con portinnesto debole le minori distanze permettono di aumentare il numero di palchi (4-5).

#### Pesco

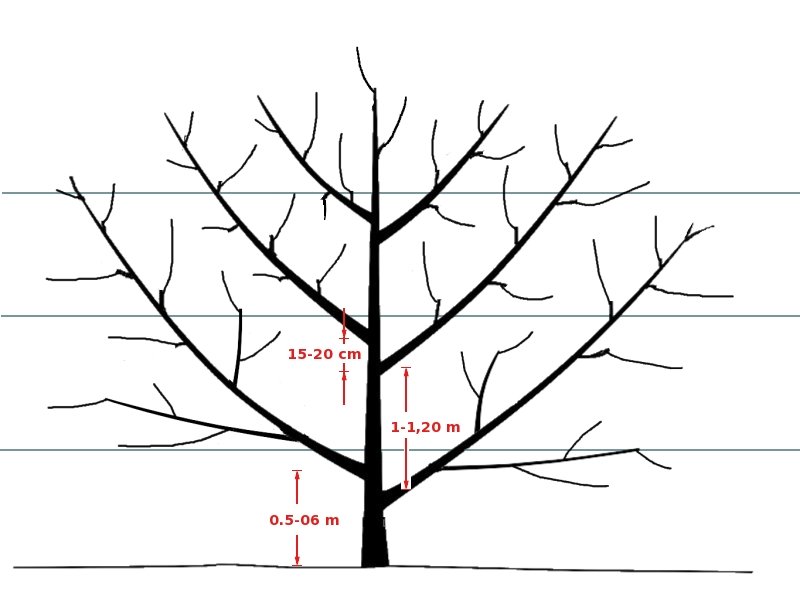
Palmetta regolare a branche oblique (pesco)

Il primo palco si posiziona a 50-60 cm dal suolo, le distanze fra due palchi adiacenti sono invece di 100-120 cm. La struttura della ramificazione cambia secondo la posizione: sulle branche primarie del primo palco sono presenti 2 branche secondarie nel tratto prossimale, mentre nel tratto restante e negli altri palchi le branchette fruttifere sono inserite su brevi speroni o direttamente sulla branca primaria.

#### Potatura
La costruzione della palmetta a branche oblique si effettua in generale realizzando un palco all'anno. Al momento della messa a dimora si recide l'astone poco sopra l'altezza del primo palco. In questo modo s'induce la pianta a formare le ramificazioni. In primavera si individuano i tre germogli che formeranno rispettivamente le due branche primarie e il prolungamento della freccia. Utilizzando una struttura di sostegno formata da tre canne fissate a cavalletto (due oblique e una verticale) si posizionano i tre germogli quando hanno raggiunto una lunghezza adatta (almeno 30 cm). Gli altri germogli saranno trattati in modo da non entrare in competizione con quelli selezionati, perciò si procederà alla rimozione, alla cimatura o alla piegatura. Durante l'estate si regola l'inclinazione delle due branche primarie e si asportano gli eventuali rami anticipati troppo vigorosi sviluppati in posizione dorsale (soprattutto nel pesco). In inverno si diradano i rami anticipati, asportando in particolare quelli sul tratto terminale.
Negli anni successivi la potatura di allevamento procede con gli stessi criteri, selezionando i germogli, emessi in primavera, che dovranno costituire il nuovo palco di branche e il prolungamento della freccia.
Non ci sono sostanziali differenze, a parte la morfologia dei rami, nella potatura d'allevamento di pomacee e drupacee ad eccezione del pero innestato su cotogno: in questo caso si dovranno realizzare più palchi e si sfruttano eventualmente i rami anticipati per realizzare la forma definitiva in 3-4 anni. In genere il pesco deve essere allevato a tutta cima in modo che la freccia regoli con la dominanza apicale la geometria di sviluppo contenendo la formazione di rami anticipati. Per le pomacee, avendo una minore tendenza ad emettere rami anticipati, si procede in genere raccorciando la freccia con una cimatura in modo da portarla alla stessa altezza delle branche dell'ultimo palco.
La potatura di produzione si effettua regolando il numero di branchette fruttifere in base alla vigoria delle branche, mantenendo un sostanziale equilibrio fra i diversi palchi e rinnovando le branchette fruttifere esaurite. Durante l'estate potrebbe essere necessario il ricorso alla potatura verde per rimuovere i rami anticipati troppo vigorosi e i succhioni.

## Forme moderne
Le forme moderne rispondono all'esigenza di ridurre i costi di produzione abbreviando i tempi per l'entrata in produzione (entro il terzo anno) e le operazioni sia nella potatura d'allevamento sia in quella di produzione. In generale queste forme hanno una struttura irregolare con branche oblique ma svincolata da schemi geometrici senza però pregiudicare l'equilibrio nello sviluppo delle branche e l'uniformità di copertura della parete produttiva. Per questo motivo sono comunemente indicate con i termini di palmetta irregolare o palmetta libera oppure, se si utilizzano i rami anticipati, palmetta anticipata.

### Palmetta irregolare a branche oblique
Detta anche palmetta libera, si è diffusa come evoluzione della palmetta regolare nelle pomacee innestate su portinnesti poco vigorosi (pero su cotogno e melo su portinnesti nanizzanti): in queste piante allevate a palmetta regolare la distanza fra i palchi si riduce a circa mezzo metro e il numero dei palchi aumenta fino a 4-5. La densità delle ramificazioni fa aumentare il grado di libertà nel direzionamento delle branche e rende possibile l'adozione di interventi correttivi in un secondo momento. 
Per questo motivo si è constatato che è possibile allevare queste piante senza ricorrere ad una rigorosa geometria e sfruttando anche l'emissione di rami anticipati riducendo i tempi necessari per costituire lo scheletro definitivo. L'allevamento è condotto a tutta cima o con la rimozione della freccia per favorire l'emissione di rami anticipati. Quando le piante raggiungono la forma definitiva, si procede con graduali interventi di correzione per conferire una forma più regolare. In questa seconda fase si procede pertanto con l'asportazione di branche mal conformate e con il diradamento.
In definitiva la palmetta libera è tale solo in fase di allevamento mentre in piena produzione la conformazione non si discosta da quella della palmetta regolare a branche oblique.  Il vantaggio consiste in uno snellimento delle operazioni di potatura di allevamento e in un raccorciamento della fase iniziale.

### Palmetta anticipata
La palmetta anticipata rappresenta la forma più moderna e permette di anticipare di un anno l'entrata in produzione rispetto alla forma precedente. Attualmente è la palmetta più diffusa per l'allevamento del pero, del melo, del pesco e del susino.
La struttura delle branche non differisce da quella della palmetta libera in quanto i criteri di realizzazione sono i medesimi. La differenza fondamentale si ha al primo anno: l'astone viene messo a dimora lasciando tutte le ramificazioni che lo rivestono, limitando il taglio ad una recisione sopra il punto corrispondente al futuro secondo palco. Alla fine del primo anno la pianta possiede già due palchi di branche primarie alle quali si aggiungono delle ramificazioni secondarie che saranno rimosse solo dopo alcuni anni. Il completo sviluppo si ottiene alla fine del terzo anno. L'allevamento è condotto a tutta cima, senza la rimozione della freccia in modo che si crei con la dominanza apicale un naturale equilibrio di conformazione.
Questa tipologia richiede da un lato l'impiego di astoni ben conformati, provvisti di un numero sufficiente di rami anticipati, da un altro la predisposizione di condizioni ottimali di fertilità del terreno per prevenire crisi di trapianto. Va infatti ricordato che lasciando i rami anticipati, inizialmente c'è uno squilibrio tra la parte aerea e l'apparato radicale, perciò le piante devono trovarsi in buone condizioni di fertilità chimica e di umidità del terreno.

## Palmetta di olivo
L'olivo può essere allevato a palmetta adottando uno schema geometrico che permette di ottenere una forma appiattita distribuendo la vegetazione con una certa regolarità.
La struttura è costituita da un asse verticale provvisto di freccia, sul quale s'inseriscono a 50-60 cm e ad altezze sfasate due branche oblique, inclinate di circa 30°-40° rispetto alla verticale. Le due branche e la freccia formano un unico piano verticale nella direzione del filare.
In fase di allevamento si procede facendo in modo che sulle branche e sulla freccia s'inseriscano branche secondarie che tendano ad occupare gli spazi vuoti.
La palmetta di olivo ha ottenuto uno scarso successo a causa della difficoltà di mantenere la forma in una specie che ha una notevole capacità pollonifera e che tende ad espandere la chioma anche in profondità. In alternativa alla palmetta si è evoluta la forma a ipsilon, priva della freccia, ma anche in questo caso il sistema non ha riscontrato particolare successo a causa dei molteplici svantaggi.
Tuttavia negli ultimi anni grazie allo sviluppo di sistemi olivicoli superintensivi (più di mille alberi a ettaro) la forma a palmetta nell'ulivo è stata rivalutata. Infatti in questi sistemi la forma a palmetta si adatta perfettamente alle operazioni di potatura e raccolta meccanizzata, avendo ,come altro vantaggio,  un anticipo di entrata in produzione.